# Географске регије Републике Српске
Република Српска као ентитет Босне и Херцеговине подјељена је на 4 регије уз помоћ нодално-функционалног принципа. Регије су мање или веће цјелине које садрже неку одлику која је разликује од сусједних регија. Регије Републике Српске су: Бањалучка регија, Добојско-бијељинска, Источносарајевско-зворничка и Требињско-фочанска. Свака од ових регија је посебна на свој начин и међусобно се разликују према привредном развоју, распореду и изгледу кућа, величини насеља, густини насељености...

## Бањалучка регија
Центар свих регија представља Бањалучка регија. Она је највећа, најразвијенија и најнасељенија регија Републике Српске. 

### Положај
Ова регија се налази на сјеверо-западу Босне и Херцеговине. На сјеверу се граничи са Хрватском и њихова је граница природна. На истоку се граничи са Добојско-бјељинском регијом а на западу и југу са Федерацијом Босне и Херцеговине. Географски положај јој је веома повољан што свједочи то да је ова регија транзитно подручје између Панонске низије и јадранског приморја. Са Добојско-бјељинском регијом и поједниним кантонима Босне и Херцеговине повезана је ријекама Сава, Уна и Врбас. 

### Рељеф
Највећи дио ове регије припада Панонској области док мањи припада Панонско-котлинској рељефној области Републике Српске. У овој регији се налазе острвске планине, рудне и флишне планине као и област Била и поља. У острвске спадају: Козара, Просара и Мотајица. Рудне и флишне планине Динарида су Мајдан планина, Мањача, Чемерница и Узоломац, док планине које се налазе у области Била и поља су Виторог, Клековача, Срнетица, Димитор... 

### Клима
У овој регији заступљена су три типа климе који се смјењују од сјевера према југу регије. Та три типа климе су: континентална, умјерено-континентална и планинска клима. На сјеверном дијелу у Панонској низији заступљена је континентална клима, мало јужније у ободу Панонске низије је умјерено континентална клима и на врховима високих планина је планинска клима. 

### Ријеке и језера
Бањалучка регија је веома богата ријекама и све ријеке ове регије се уливају у Црно море. Неке од већих ријека су: Сава, Сана, Врбас, Уна, Јан, Врбања, Плива... У односу на ријеке језера нема много и већина су вјештачка. Највеће је језеро Бочац које је направљено за потребе хидроелектране.

## Добојско-бијељинска регија
Најмања регија по површини је свакако Добојско-бијељинска регија са 4.426 km². Међу најгушће насељеним је регијама и густина насељености износи 87 ст/km². У овој регији живи приближно 387.112 становника. Градови ове регије су Бијељина и Добој.

### Положај
На сјеверном и сјевероисточном дијелу Републике Српске налази се Добојско-бијељинска регија. На сјеверу и истоку граничи са Хрватском и Србијом, док на западу граничи са Бањалучком регијом. На југу јој је граница са Источносарајевско-зворничком регијом и Федерацијом Босне и Херцеговине. Као и Бањалучка регија има развијен саобраћај а Добој представља чвор жељезничког и друмског саобраћаја. 

### Рељеф
Највећи дио ове регије смјештен је у Панонској низији а само мали дио обухвата обод Панонске низије. У овој регији налазе се двије алувијалне равни а то су Посавина и Семберија. Од планина највише су заступљене острвске планине али има и рудних и флишних планина. Острвске планине су: Вучјак, Требоваци Мајевица. Планине Озрен и Борја спадају у рудне и флишне планине. 

### Клима
У овој регији су заступљене исти типови климе као у претходној само мало другачијег распореда. Највећи дио регије налази се у континенталној клими што већином обухвата Панонску низију. У ободу Панонске низије заступљена је умјерено-континентална клима док планинске имамо на појединим врховима планина. 

### Ријеке и језера
Најпознатије ријеке Црноморског слива су Сава, Укрина, Босна и Дрине. Њихове веће притоке су Усора и Спреча. Неуређеност корита ријека доводи до честих поплава. У овој регији нема ни природних језера али има два вјештачка језера на планини Озрен код Добоја. То су
- Горанско језеро у селу Јошава, општина Добој
- Орлово језеро надомак села Калуђерице, општина Петрово

Уз то, на обронцима брда гдје су некад били азбестни рудници формирана је водена површина позната као Азбестно језеро у близини Петрова.

## Источносарајевско-зворничка регија
Источносарајевско-зворничка регија има изузетно повољан али неискоришћен географски положај. Због свог положаја има предиспозиције да буде регија од великог транзитног значаја. Трећа је по величини и насељености становника. Њу насељава приближно око 243,523 становника, док је густина насељености 45 ст/km². Градови у овој регији су Источно Сарајево и Зворник. 

### Положај
Ова регија налази се на истоку Републике Српске. Граничи се на истоку са Србијом и са њом је граница претежно природна. На сјеверу се граничи са Бјељинском регијом а на југу са Фочанском. Једна од такође важних граница јесте и граница са Федерацијом Босне и Херцегоцине.

### Рељеф
Регија је подјељена на двије мезорегије Зворничку и Источносарајевску. На мањем дијелу Обода Панонске низије налази се Зворничка регија. Планине овог дијела спадају у рудне и флишне планине. Неке од њих су: Јаворник, Осат, Глогова планина. Кроз овај дио регије протиче ријека Дрина са својим притокама Дрињачом и Једром. У Источносарајевском дијелу регије налазе се планине Требевић, Јахорина, Романија, Деветак, Јавор и Варда које спадају у романијско-подрињске планине. 

### Клима
У већини регије заступљена је умјереноконтинентална клима. Одлике ове регије су равномјерно издвојена сва четири годишња доба. Биљни свијет ове регије чине шуме листопадног и четинарског дрвећа. 

### Ријеке и језера
Ова регија има веома густу ријечну мрежу. Највеће ријеке су Дрина са својим притокама, Миљацка и Жељезница. Природних језера у овој регији нема међутим посједује три вјештачка језера. Та језера (по величини од највећег до најмањег) су: језеро Перућац, Зворничко језеро и Вишеградско језеро. 

## Требињско-фочанска регија
Друга по површини регија Републике Српске је Требињско-фочанска регија са својих 5848,36 km². Иако је по површини друга, по броју становника је задња. Има око 100.269 становника. Градови ове регије су Требиње и Фоча. 

### Положај
На југу Републике Српске налази се Требињско-фочанска регија. Ова регија има границе са Србијом и Црном Гором, као и са регијама Федерације Босне и Херцеговине. На сјевероистоку такође има додирне тачке са Источносарајевско-зворничком регијом.

### Рељеф
Као и претходна регија и ова је подјељена на двије мезорегије. То су Фочанска и Требињска регија. Фочанску регију чине Динарске планине босанскохерцеговачког крша: Трескавица, Зеленгора, Лелија, Волујак, Лебршник и Маглић. Ријеке које протичу кроз ову регију су Дрина, Тара, Сутјеска, Неретва и Бистрица. Типичан облик крашког рељефа је Требињска регија. У овој регији налазе се крашка поља: Невесињско поље, Гатачко поље, Дабарско поље и Попово поље.

### Клима
Типови климе који су заступљени у овој регији су умјереноконтинентална клима, планинска клима и измјењено средоземна клима. Умјереноконтинентална клима налази се у котлинама и ниским планинама, планинска на високим планинама док се измјењено средоземна клима може наћи на самом југу регије.

### Ријеке и језера
Ријечна мрежа ове регије је најрјеђа у Републици Српској. Веће ријеке су Ћехотина, Сутјеска и Бистрица које су притоке највеће ријеке овог простора Дрине. Такође овде се налази и Неретва са својим притокама. Ова регија посједује и природна и вјештачка језера. Природна су већином „горске очи“ која се налазе на високим планинама. Нека вјештачка језера су Билећко језеро, Горичко језеро и језеро Клиње.

## Информације о регијама
|    | Регија                             | Број становника | Густина насељености | Површина    |
| -- | ---------------------------------- | --------------- | ------------------- | ----------- |
| 1. | Бањалучка регија                   | 597.000         | 67ст/km²            | 8.869 km²   |
| 2. | Добојско-бијељинска регија         | 385.112         | 87ст/km²            | 4.426 km²   |
| 3. | Источносарајевско-зворничка регија | 243.523         | 45ст/km²            | 5330,65 km² |
| 4. | Требињско-фочанска регија          | 100.269         | 17ст/km²            | 5848,36 km² |